# Rue Fernand-Braudel
Pour les articles homonymes, voir Fernand Braudel et Braudel (homonymie).
La rue Fernand-Braudel est une voie située dans le quartier de la Gare du 13e arrondissement de Paris, en France.

## Situation et accès
La rue Fernand-Braudel est desservie à proximité par la ligne 6 à la station Quai de la Gare.

## Origine du nom
Elle porte le nom de l'historien et membre de l'Académie française Fernand Braudel (1902-1985).

## Historique
Cette voie privée est créée sur des terrains appartenant à la SNCF dans le cadre de l'aménagement de la ZAC Paris-Rive-Gauche sous le nom provisoire de « voie CG/13 » et prend sa dénomination actuelle le 13 décembre 1994.
Par arrêté municipal en date du 24 juillet 2006, elle est ouverte à la circulation publique.

## Bâtiments remarquables et lieux de mémoire
- Le jardin James-Joyce.
- La chapelle Notre-Dame-de-la-Sagesse, dernière église bâtie en France au XXe siècle et inaugurée en 2000.

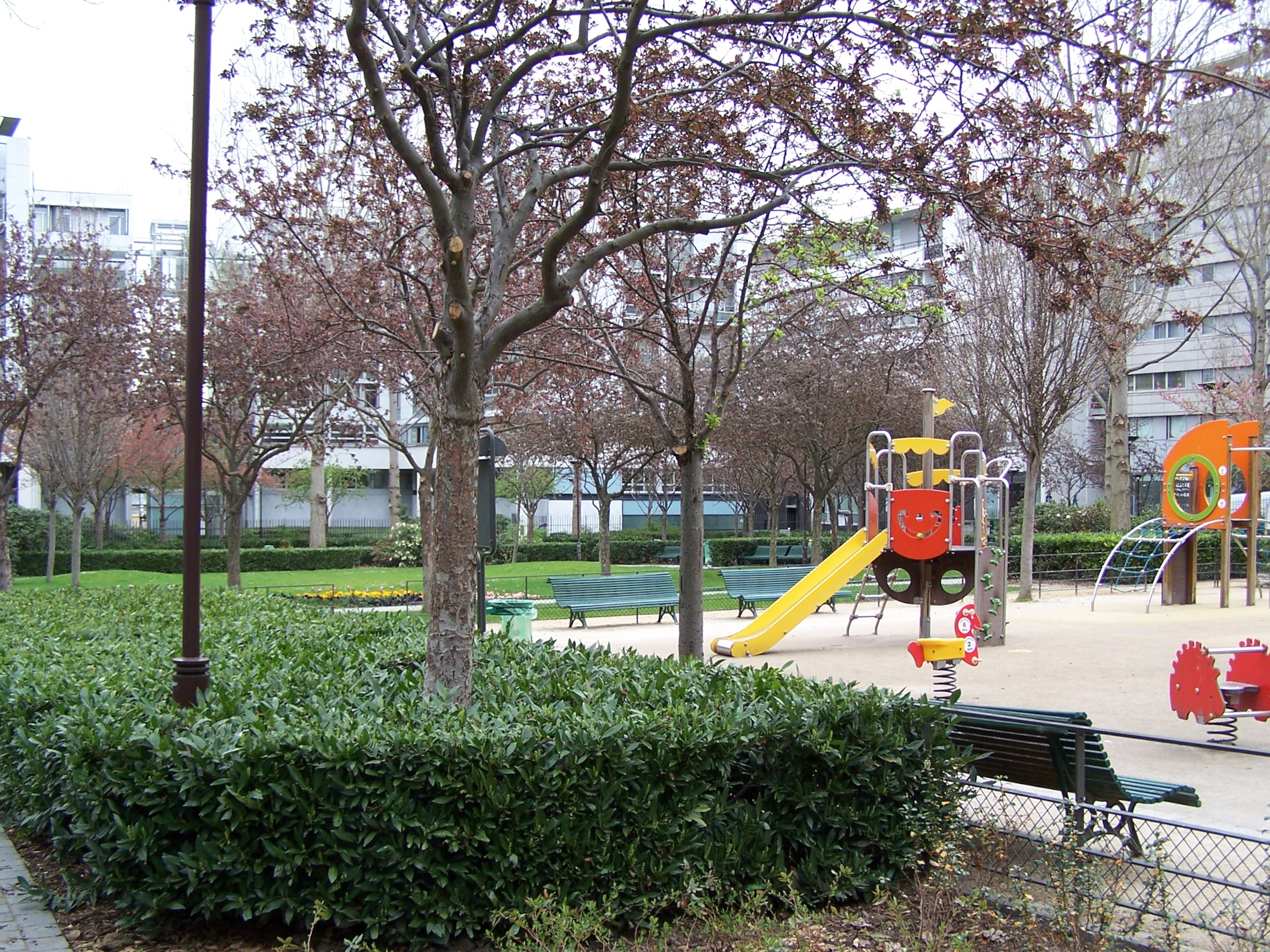
Le jardin James-Joyce.
La chapelle Notre-Dame-de-la-Sagesse.